# Eametsa (Halinga)
Eametsa – wieś w Estonii, w prowincji Parnawa, w gminie Halinga.